# Blees
Blees är ett vattendrag i Luxemburg.   Det ligger i distriktet Diekirch, i den centrala delen av landet, 29 kilometer norr om huvudstaden Luxemburg.
I omgivningarna runt Blees växer i huvudsak blandskog. Runt Blees är det ganska tätbefolkat, med 67 invånare per kvadratkilometer.